# Mida (nome)
Mida  è un nome proprio di persona italiano maschile.

## Varianti in altre lingue
- Greco antico: Μίδας (Midas)[5]
- Inglese: Midas[6]
- Latino: Midas[1]

## Origine e diffusione

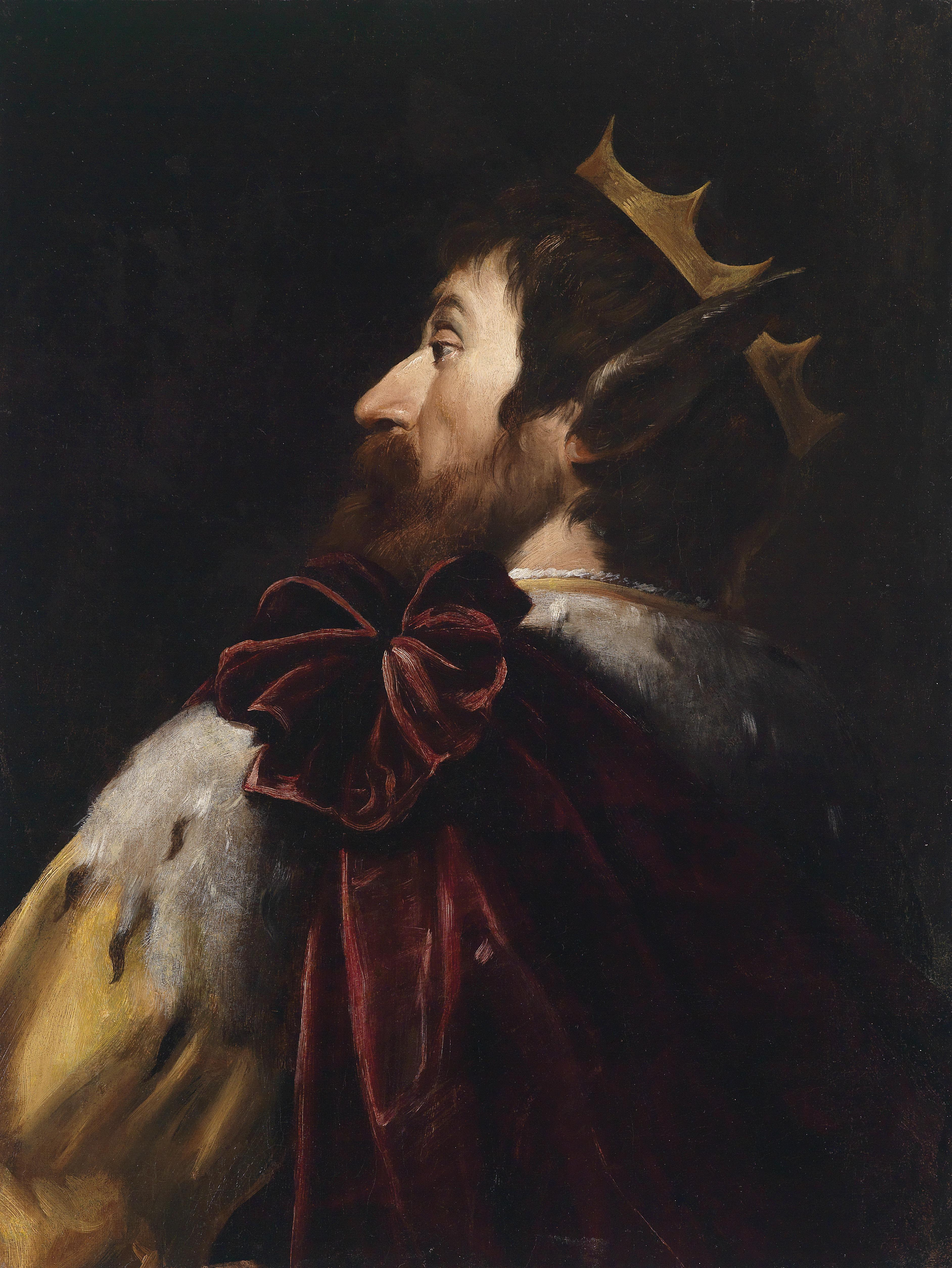
Re Mida, di Andrea Vaccaro

Continua il nome greco antico Μίδας (Midas); sebbene alcune fonti lo ricolleghino al termine greco mìdas, "insetto", il nome è di ignota origine frigia. Il nome appare nelle cronache assire, nella forma Mita.
Nome di scarsissima diffusione, è noto principalmente per essere stato portato da Mida, re di Frigia al quale, secondo la leggenda, Dioniso conferì il dono di mutare in oro tutto ciò che toccava - compreso il suo cibo. Va notato che "Mida", quando usato come nome femminile, costituisce invece un ipocoristico di altri nomi quali Armida.

## Onomastico
Mida è un nome adespota, ovvero non è portato da alcun santo. L'onomastico si festeggia pertanto il 1º novembre, festa di Ognissanti.

## Il nome nelle arti
- Ezechiele Mida Lupo, antagonista nella versione Disney della celebre fiaba I tre porcellini.